# Sebastian Sommer (Politiker)
Sebastian Sommer (* 24. Januar 1994 in Usingen) ist ein deutscher Politiker (CDU Hessen). Er ist seit 2024 Abgeordneter des Hessischen Landtages.

## Leben
Sommer ist der Sohn des Bürgermeisters von Wehrheim Gregor Sommer. Er legte 2013 das Abitur an der Christian-Wirth-Schule in Usingen ab und absolvierte von 2013 bis 2016 ein Duales Studium an der Hessischen Hochschule für Polizei und Verwaltung, welches er mit dem Bachelor abschloss. Von 2016 bis 2020 arbeitete er als Standesbeamter beim Magistrat der Stadt Bad Homburg v. d. Höhe und von 2020 bis 2023 als Ministerialbeamter im Hessischen Ministerium des Innern und für Sport in Wiesbaden.

## Politik
Seit 2008 ist Sommer Mitglied der Jungen Union. Von 2013 bis 2018 war er Kreisvorsitzender der Jungen Union Hochtaunus. 2019 wurde zum Landesvorsitzenden der Jungen Union Hessen gewählt. Bei der Wahl zum Landesvorsitzenden im Januar 2024 trat er nicht für eine Wiederwahl an. Sein Nachfolger wurde Leopold Born.
2010 trat er auch in die CDU ein und gehörte von 2022 bis 2024 dem Präsidium der CDU Hessen an. Er war von 2016 bis 2022 Ortsvorsteher von Pfaffenwiesbach, von 2016 bis 2022 Gemeindevertreter der Gemeinde Wehrheim und ist seit 2016 Mitglied im Kreistag des Hochtaunuskreises. Bei der Landtagswahl in Hessen 2023 wurde er als Nachfolger von Jürgen Banzer im Wahlkreis Hochtaunus II als Direktkandidat in den Hessischen Landtag gewählt.